# BELOVED (ユニット)
BELOVED（ビラビド）は、声優・沢口千恵プロデュースの下、「言葉と音楽が何処まで融合できるか」をコンセプトにした結成された自主制作ユニットである。

## メンバー
- 野島健児（Voice＆Vocal）：1976年3月16日生まれ、A型
- 沢口千恵（Voice,Produce＆Lyrics）：1975年5月21日生まれ、A型
- 石橋優子（Vocal＆Chorus）：1980年4月3日生まれ、A型
- 鈴木利宗（Vocal,A.Guitar＆Music）：1973年6月18日生まれ、A型
- 野上朝生（Keyboards,Music,Vocal＆Chorus）：1971年9月19日生まれ、O型

### サポートメンバー
- 浜野律哉（Percussion）
- 藤谷一郎（E.Bass）
- 末藤健二（Drums）
- 野沢香苗（二胡,Vocal＆Chorus）

## 経歴
2004年声優雑誌「hm3」にてユニット結成及び、ライヴ活動の開始を発表した。同年9月18日、メンバーがファンだったTHE BOOMのボーカル宮沢和史が書いた詩を基に初ライヴ「宮沢和史さんの詩を奏でる旅」を公演。また以降のライヴからはオリジナルの楽曲を披露、2005年からはライヴによってはゲストを迎えたり更に初の舞台公演も行った。2007年春に「充電」を理由に一旦活動を休止。2008年春に再開して以降は不定期で活動している。

## 活動履歴
- 2004年9月18日 「宮沢和史さんの詩を奏でる旅」
- 2004年12月11日・12日 「はじまりの音」
- 2005年3月13日 「宮沢和史さんの詩を奏でる旅・第二夜」
- 2005年5月13日 - 15日 「言奏～ふたつの愛の物語～」
- 2005年7月24日 「はじまりの音・第二夜」
- 2006年4月1日 「NO SIGNAL LIVE」
- 2006年4月2日 「宮沢和史さんの詩を奏でる旅・第三夜」
- 2006年8月25日 「NO SIGNAL in プラネタリウム」
- 2007年3月20日 「BELOVED お休み前のワンマンライヴ」
- 2008年3月15日・16日 「BELOVED LIVE 2008」

## 派生したユニット
- TRUST（野島、鈴木）
- CHARMS（沢口、石橋、野上）

## ディスコグラフィー
- 言奏～はじまりの音～
  1. チューニング
  2. My Love
  3. 泡沫
  4. たった今
  5. 愛の中に
  6. はじまりの音
  7. HELLO,HELLO
  8. 星座
- NO SIGNAL Daisuke Namikawa×Kenji Nojima
  1. NO SIGNAL
  2. deja vu
  3. あなたがすべて
  4. 夕陽、落ちる街で
  5. チューニング（New Version）
  6. 観念論的錯誤
  7. エピローグ～雲のように～
  8. 雲の行方
  9. グランドに駆ける風
- 空への予感
  1. 君ヲ待ッテ～僕のカタチ
  2. deja vu～満ちる月～
  3. 予感
  4. 空へ
- BELOVED LIVE 320～満開の桜の樹の下で～ live at STAR PINE'S CAFE（ライヴアルバム）
  1. Opening SE
  2. 観念論的錯誤
  3. 予感～きみが好きな雨の日～
  4. あなたがすべて
  5. たったそれだけ
  6. 有罪（THE BOOMのカバー曲）
  7. 口説いて…
  8. ひとつひとつ
  9. 愛になりたい
  10. HELLO,HELLO

## ライヴ及び舞台に出演したゲスト
- 浅川悠
- 大場真人
- 金谷ヒデユキ
- 菅沼久義
- 鈴木麻里子
- 関智一
- 園崎未恵
- 高橋広樹
- 谷山紀章
- 坪井章子
- 夏樹リオ
- 浪川大輔
- 朴璐美
- 福圓美里
- 福島おりね
- 山口奈々